# بحيرة بلكانا
بحيرة بلكانا هي بحيرة صناعية تقع على سفوح جبل ليسينا في بلدية مركونيتش غراد، كيان جمهورية صرب البوسنة في الجزء الغربي من البوسنة والهرسك، تتكون البحيرة في الواقع من جزأين منفصلين على الرغم من انها متصلة بنتاج قليل، الأحواض: العلوي أكبر والسفلي أصغر، مع اختلاف بسيط جداً في مستويات منسوب المياة. المساحة الكلية للأحواض 56000 متر مربع (602.78 قدم مربع).
تحصل بلقانا على مياهها من عدة ينابيع جبلية ومن مجاري جبلية صغيرة، سيبالو وجندب، في حين ان التدفق الخارجي هو كرنا رييكا (بالإنجليزية: النهر الأسود) الذي يمر عبر مركونيتش غراد من الجنوب إلى الشمال وينضم فرباس بعد 17 كم (11 ميل).

## التسمية
كانت تُعرف البحيرة سابقًا باسم بالوخانا وباليكانا، التي مشتقة من اللغة التركية baluk العثمانية والتي تعني " الأسماك "، و hena - تعني «مكان السكن» (الموئل)، وتحول الاسم مع مرور الوقت إلى بلكانا، الذي يشبه إلى حد كبير البلكان، لكن كما ذكر من قبل ليس له أي صلة به.